# نورث بثروين (كورنوال)
نورث بثروين (بالإنجليزية: North Petherwin)‏ هي قرية وأبرشية مدنية تقع في المملكة المتحدة في إنجلترا. يقدر عدد سكانها بـ 655 نسمة .